# Rupià
Rupià település Spanyolországban, Girona tartományban. Rupià Foixà, Parlavà, Corçà és La Pera községekkel határos. Lakosainak száma 330 fő (2024).

## Népesség
A település népessége az elmúlt években az alábbi módon változott:
| Lakosok száma | 174  | 473  | 390  | 400  | 218  | 196  | 243  | 246  | 272  | 330  |
|               | 1717 | 1887 | 1936 | 1960 | 1986 | 2004 | 2009 | 2014 | 2019 | 2024 |